# 电子控制器

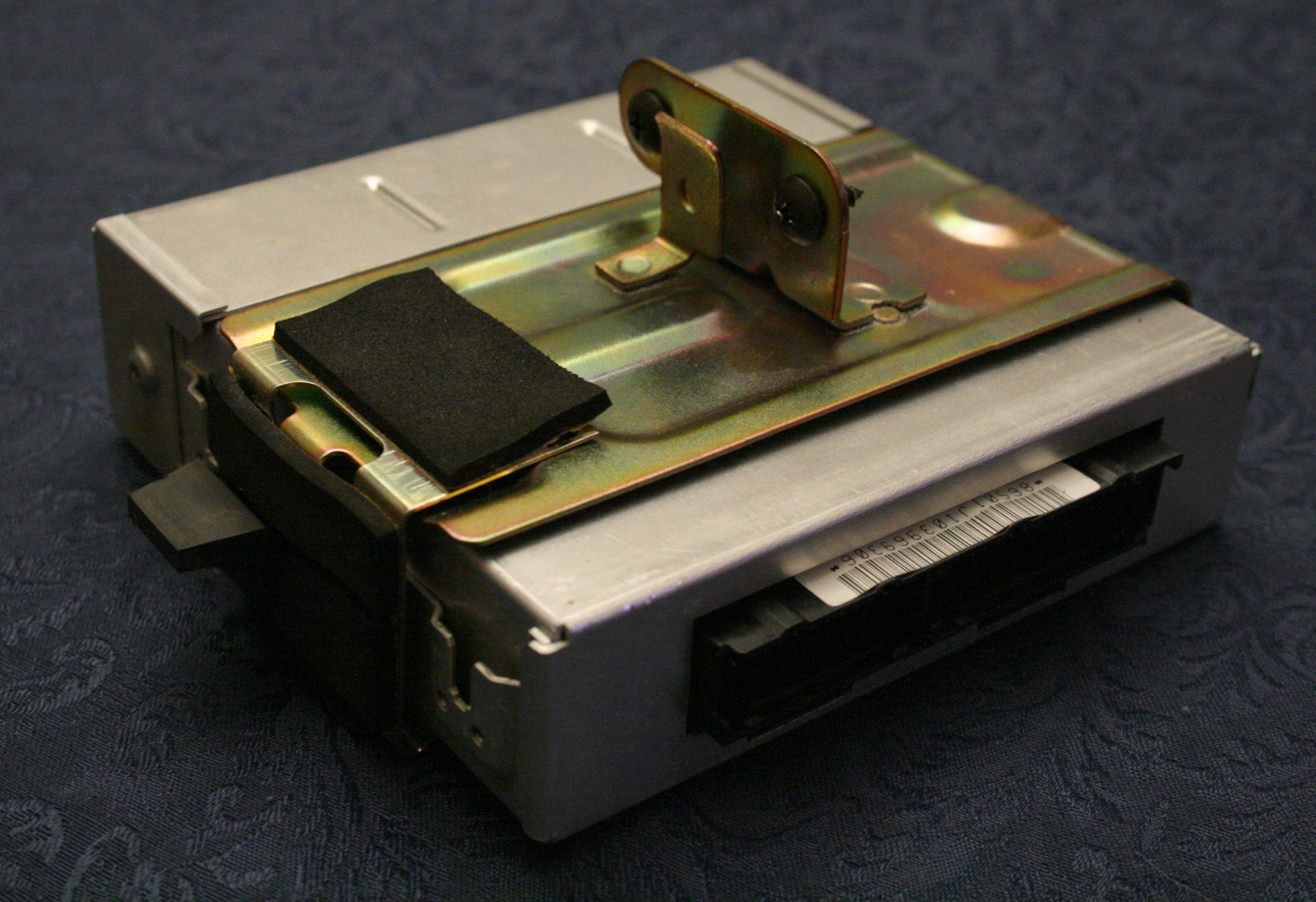
吉优Storm上的一个电子控制器

电子控制器（又称作电子控制单元或电控单元，缩写为ECU）是汽车电子系统中用来控制电气系统、电子系统及汽车子系统的嵌入式系统。
现代汽车使用各种各样的电控单元，如发动机控制器（ECM或ECU）、动力总成控制器（PCM）、传动系统控制器（TCM）、制动控制器（BCM或EBCM）、中央控制器（CCM）、中央计时器（CTM）、通用电子器（GEM）、车身控制器（BCM）、悬挂控制器（SCM）等等。所有的系统组合在一起，有时候被称作车载电脑。技术上来讲，这不是单个计算机，而是很多个计算机组成的。有时一个组件包含几个单独的控制器，例如动力总成控制器通常包含发动机及传动系统。
2009年時机动车上搭载的电控单元可以达到80个，而其嵌入式系统变得越来越复杂。对原始设备制造商（OEM）来说，制造及管理日益复杂的系统成为挑战。

## 控制单元对控制模块
在描述电子控制器时，大多数情况下，“控制单元”和“控制模块”是同义词。有的制造商倾向于使用其中一种，有的制造商混用。技术上来讲，这两个词没有区别。
由于电子控制单元缩写为ECU，发动机控制单元也可缩写为ECU，因此制造商将发动机控制命名为发动机控制模块（ECM）来区分，避免造成误解。这也导致在对其他控制器命名时，沿用了控制模块这一概念。

## 现代ECU
目前在一些中高级轿车上，许多地方都可发现ECU的踪影。例如防鎖死剎車系统、4轮驱动系统、电控自动变速器、主动悬架系统、安全气囊系统、多向可调电控座椅等都配置有各自的ECU。随着轿车电子化自动化的提高，ECU将会日益增多，线路会日益复杂。为了简化电路和降低成本，汽车上多个ECU之间的信息传递就要采用一种称为多路复用通信网络技术，将整车的ECU形成一个网络系统，也就是CAN数据总线。

## 类型
- 车门控制器（英语：Door control unit）（DCU）
- 发动机控制器 (ECM)
- 电子辅助转向控制器（PSCU） ——通常集成在电子辅助转向动力单元中。
- 用户界面（HMI）
- 动力总成控制器（英语：Powertrain control module）（PCM）：发动机控制器及传动系统控制器（英语：transmission control unit）集成模块
- 座椅控制器
- 巡航定速（SCU）
- 远程信息处理控制单元（英语：Telematic control unit）（TCU）
- 传动系统控制器（英语：transmission control unit）（TCM）
- 制动控制器（BCM）：防鎖死煞車系統或电子稳定程序
- 电池管理系统（BMS）

## 主要元素
- 核心
  - 单片机
- 存储
  - 静态随机存取存储器（SRAM）
  - 電子抹除式可複寫唯讀記憶體（EEPROM）
  - 闪存（Flash）
- 输入
  - 电源和接地
  - 数字信号输入
  - 模拟信号输入
- 输出
  - 执行器驱动（例如喷油器，继电器，阀门）
  - 伺服电机H桥驱动
  - 逻辑输出
- 通讯链接
  - 总线收发器（例如K-Line、控制器局域网、以太网)
- 嵌入式软件
  - 啟動程式
  - 软件识别、版本管理、校验的元数据
  - 功能软件例程
  - 配置数据

## 设计及开发
电子控制单元开发涉及到硬件与软件，开发流程遵循V模型。目前，控制单元开发会遵守例如ISO 26262之类的标准，并集中投入大量时间进行研发，并且鲜少有从零开始研发的情况。新的控制器通常基于前代产品的软硬件，迭代研发以降低研发成本和时间。大多数电控单元由一级供应商根据原始设备制造商提供的规范进行开发。

## 测试和验证
作为研发周期的一部分，制造商会进行详细的失效模式与影响分析或其他种类的故障分析，囊括所有潜在的危险或会带来的烦恼的故障。生產件批准程序（PPAP）中包含广泛的测试和验证项目，加强软硬件的置信度。車上診斷系統（OBD）可在系统或元件故障时提供详尽的数据记录，帮助进行故障排查和分析。

## 调试
部分发烧友希望对其电子控制单元进行篡改来增加更多功能，然而如今的大多数电子控制单元都有保护系统，防止用户随意篡改程序。绕过保护系统会触犯數字千年版權法，除非获得豁免，随意篡改电子控制单元程序的行为是违法的。

## ECU故障
汽车在使用过程中可能会产生各种各样的故障，这些故障如果不能及时排除，可能会使汽车不能正常使用，甚至会产生很大的安全隐患。现代的配备ECU的汽车有一个最基本的功能，就是在汽车某个部件发生故障时，相应的ECU存储器里就自动产生一个故障码，同时在汽车的仪表盘上显示出来，往往是一个汽车保养灯亮起，保持不灭。车主在发现异常后就应该立即前去维修店检查问题并维修。